# Cadetia citrina
Cadetia citrina là một loài thực vật có hoa trong họ Lan. Loài này được (Ridl.) Schuit. mô tả khoa học đầu tiên năm 1994.